# 1804 Chebotarev
1804 Chebotarev este un asteroid din centura principală, descoperit pe 6 aprilie 1967, de Tamara Smirnova.